# Witch Hunter Robin
Witch Hunter Robin (яп. ウィッチハンターロビン) — аниме-сериал 2002 года производства студии Sunrise. Повествует об STN-J, японской ветви секретной организации SOLOMON, борющейся с неразумным использованием колдовства.

## Сюжет
Действие сериала происходит в мире, где большинство людей уже позабыло о ведьмах и магах. Однако связи Братства Соломона распространяются на главные организации, силовые структуры и правительства почти всех стран. В результате изменений в общественной жизни активность ведьм и ведьмаков становится все более заметной, и для борьбы с ними головной отдел Братства посылает в японское отделение STN-J 15-летнюю Робин Сэну. Жизнь в мире с ведьмами и ведьмаками не отличается от обычной. «Владеющие даром» люди также как и остальные, ведут свою личную жизнь, порой и не догадываясь о наличии у себя особого дара, который передается им через поколения по родству. Но те, кто открыл в себе способности колдовать и хоть как-то могут навредить окружающим, становятся объектом интереса Братства и STN-J. В первом случае, они становятся новыми охотниками для Братства, во втором — подлежат уничтожению. Японское отделение, придумывает гуманный способ захвата магов, при помощи вещества «Орбо» происхождение которого никому не известно, но при этом «Орбо» может блокировать магию, немного ослабляя охотника, который его носит. Робин предстоит участвовать в операциях по захвату, понять своё происхождение и узнать истинное лицо STN.

## Список персонажей
- Робин Сэна (яп. 瀬名 ロビン Сэна Робин) — пятнадцатилетняя девушка, которая в качестве нового охотника с даром (магией) направляется в STN-J из главного отдела «Братства Соломона» в Италии. Имеет способность (дар) воспламенять предметы силой мысли. Является обладательницей руны Хагалаз, данной ей на «дознании» в головном отделе. Ведёт себя сдержано, но тактично, и тепло настроена к окружающим. Порой неопытна в житейских проблемах, отчего Амон подшучивает над ней, намекая, что она всё ещё ребенок. В ходе множественных миссий, поимок ведьм и магов, открытия древней тайны и предательства со стороны «Братства», Робин начинает сомневаться в истинности своего мышления, которое ей навязало «Братство Соломона». Неравнодушна к Амону, хотя почти не проявляет открытого интереса на протяжении половины сериала.

Сэйю: Акэно Ватанабэ
- Амон (яп. 亜門) — охотник в STN-J. Опытен, строг. Раньше работал в головном отделе. Как и Робин, ведёт себя флегматично и порой безучастно, хотя является самым опытным охотником в японском отделении. Тактичен, всегда выполняет поручения начальства со строгой исполнительностью. Скептически относится к новичкам, как к Харуте или Додзиме, так и к Робин, хотя уважительно относится к Карасуме, которая имеет такой же большой опыт. В разговоре почти откровенно считает Робин и Майкла ещё детьми. У него тёмное прошлое, и другим сотрудникам ничего неизвестно о его семье.

Сэйю: Такума Такэвака
- Харуто Сакаки (яп. 榊 晴人 Сакаки Харуто) — новичок в отделе STN-J, прибывший незадолго до появления Робин. Работает в качестве охотника, учится у Амона и Карасумы. Не очень опытен, но достаточно хорошо владеет навыками стрельбы. Ездит на мотоцикле. Напарник Михо Карасумы.

Сэйю: Дзюн Фукуяма
- Майкл Ли (яп. マイケル・リー Майкэру Ри:) — бывший профессиональный хакер; работает в отделе как программист и связист. Стал работать на отдел после того, как попытался взломать сервер STN-J — его поймали и сделали «цепным псом» организации без права покидать здание отдела. Постоянно слушает музыку. В совершенстве владеет компьютерным искусством: способен взломать любую систему, за исключением разве что системы головного отдела «Братства», который и обнаружил его когда-то.

Сэйю: Хиро Юки
- Михо Карасума (яп. 烏丸 美穂 Карасума Михо) — ведьма, охотница в отделе STN-J с богатым опытом. Ранее, как Амон и Робин, работала в головном отделе. Строгая, но отзывчивая, всегда помогает коллегам, когда им это нужно. На момент начала сериала работает в STN достаточно давно. Не любит намеков на свой возраст. Обладает экстрасенсорными способностями — может читать воспоминания и мысли людей, а также память неодушевленных предметов. В отличие от большинства ведьм, она не владеет кинетическим даром, поэтому носит медальон, как Амон и Харута.

Сэйю: Кахо Кода
- Юрика Додзима (яп. 堂島 百合香 До:дзима Юрика) — охотница в отделе STN-J. Ранее работала в головном отделе, куда попала благодаря своему отцу. Работает в STN достаточно давно, дольше Харуты или Робин. Довольно ленива и неорганизованна, постоянно опаздывает на работу, почти все время выглядит сонной. К коллегам настроена доброжелательно, хотя не прочь отпустить пару колких шуток в их адрес. Немного неопытна, но умеет обращаться с оружием, но на активные задания выходит редко, и, как правило, в компании Карасумы или Харуты. Прибыла в STN-J по приказу главного отдела «Братства Соломона», чтобы выяснить все детали о веществе «Орбо».

Сэйю: Кёко Хиками
- Синтаро Косака (яп. 小坂 慎太郎 Косака Синтаро:) — инспектор в STN-J; лысоватый мужчина с высоким лбом и маленькими усами. Педантичен и исполнителен, побаивается своего начальства. Не выносит, когда над ним подшучивают подчинённые (в особенности Додзима). Постоянно ругает Додзиму за «халтурную» работу в отделе, не любит безделья на работе.

Сэйю: Симпати Цудзи
- Такума Дзайдзэн (яп. 財前 琢磨 Дзайдзэн Такума) — директор STN-J и главный на «фабрике». Строгий, но спокойный и уравновешенный лидер отдела. Втайне от главного отдела «Братства Соломона» разрабатывал на «фабрике» вещество под названием «Орбо», которое даёт возможность противостоять силе ведьмаков в борьбе с ними, и которым могли пользоваться обычные люди.

Сэйю: Митихиро Икэмидзу
- Токо Масаки (яп.  真崎 瞳子 Масаки То:ко) — дочь Дзайдзэна от первого брака. Встречается с Амоном и живёт вместе с Робин.

Сэйю: Мами Накадзима
- Сюндзи Нагира (яп. 凪羅 俊司 Нагира Сюндзи) — брат Амона. Опытный адвокат, эксперт в криминальных делах Японии, помогает клиентам с криминальными проблемами, особенно если это связано с ведьмаками. С братом у него весьма натянутые отношения, поскольку в детстве они пережили гибель своей матери, которая была ведьмой. Владеет навыками стрельбы и рукопашного боя. В отличие от брата, решил не связываться с «Братством». В хороших отношениях с Робин.

Сэйю: Дзин Яманой

## Список серий
| № серии | Название                         | Трансляция в Японии |
| ------- | -------------------------------- | ------------------- |
| 1       | Replacement                      | 3 июля, 2002        |
| 2       | Addicted to Power                | 10 июля, 2002       |
| 3       | Dancing in Darkness              | 17 июля, 2002       |
| 4       | Stubborn Aesthetics              | 24 июля, 2002       |
| 5       | Smells Like the Wandering Spirit | 31 июля, 2002       |
| 6       | Raindrops                        | 7 августа, 2002     |
| 7       | Simple-mind                      | 14 августа, 2002    |
| 8       | Faith                            | 21 августа, 2002    |
| 9       | Sign of the Craft                | 28 августа, 2002    |
| 10      | Separate Lives                   | 4 сентября, 2002    |
| 11      | The Soul Cages                   | 11 сентября, 2002   |
| 12      | Precious Illusions               | 18 сентября, 2002   |
| 13      | The Eyes of Truth                | 25 сентября, 2002   |
| 14      | Loaded Guns                      | 2 октября, 2002     |
| 15      | Time to Say Goodbye              | 9 октября, 2002     |
| 16      | Heal the Pain                    | 16 октября, 2002    |
| 17      | Dilemma                          | 23 октября, 2002    |
| 18      | In My Pocket                     | 30 октября, 2002    |
| 19      | Missing                          | 6 ноября, 2002      |
| 20      | All I Really Oughta Know         | 13 ноября, 2002     |
| 21      | No Way Out                       | 20 ноября, 2002     |
| 22      | Family Portrait                  | 27 ноября, 2002     |
| 23      | Sympathy for the Devil           | 4 декабря, 2002     |
| 24      | Rent                             | 11 декабря, 2002    |
| 25      | Redemption Day                   | 18 декабря, 2002    |
| 26      | Time to Tell                     | 24 декабря, 2002    |

## Музыка
Саундтрек к сериалу написал Таку Ивасаки. Victor Entertainment выпустила два компакт-диска в сентябре и ноябре 2002 года. Сингл Shell/half pain вышел 21 августа 2002 года.
Начальная композиция:
1. «Shell», в исполнении Bana (Тино Такаянаги), музыка и аранжировка — Хидэюки «Даити» Судзуки, слова — Хитоми Миэно

Завершающая композиция:
1. «Half Pain», в исполнении Bana, музыка — Косэй Асами, аранжировка — Таку Ивасаки, слова — Хитоми Миэно
2. «Shell (Guitar version)», в исполнении Хидэюки «Даити» Судзуки (15 и 26 серии)

Участники записи
- Таку Ивасаки — музыка, аранжировка, оркестровка, дирижирование
- Сюдзи Накамура — гитары
- Коитиро Тасиро — саз, мандолина
- Хироси Минами, Хироюки Накадзима, Цутому Маруяма, Хироюки Мияути — горн
- Масанори Хирохара, Цутому Икесиро, Хитоси Иситоя — тромбон
- Масахико Сугасака, Хитоси Ёкояма, Юдзи Осада — труба
- Jun Takeuchi Strings — струнные
- Тосиюки Такидзава — Pro Tools

## Выпуск на видео
Witch Hunter Robin был представлен на 13 DVD в Японии и 6 в США. Диски выходили в 2003—2004 годах. Американское издание The Complete Collection от Bandai Entertainment оформлено в виде книги. Формат — полноэкранный 1,33:1 (4:3). Изображение тёмное, хотя чёткое и ясное, с лёгкой зернистостью и без каких-либо артефактов. Звук на выбор: английский или японский Dolby Digital 2.0 с субтитрами. Спецэффекты, голоса и музыка звучат солидно даже в стерео. Дополнительные материалы включают Maelifica Compendium (отсылка на Compendium Maleficarum — руководство 1608 года для охотников на ведьм от итальянского священника Франческо Мария Гуаццо) — заметки для некоторых серий; раздел файлов STNJ: биография личного состава, описание оружия и техники; интервью с актёрами озвучивания: Акэно Ватанабэ, Кахо Кода, Дзюн Фукуяма, Кёко Хиками, Хиро Юки и Такума Такэвака; разговор с создателями о музыке сериала на японском языке с субтитрами (8,5 минут); тексты опенинга и эндинга; трейлеры; коллекционные картинки персонажей.
После издания Bandai Visual 2008 года выпуск был прекращён. Новую обложку нарисовал дизайнер персонажей Кумико Такахаси. Funimation лицензировала аниме для трансляции в 2013 году, однако новый комплект DVD появился только в 2018 году. Никаких визуальных улучшений по сравнению с предыдущими дисками нет, кроме того, дополнения из прошлых релизов сюда не вошли, особенно интервью и заметки. По качеству видео Witch Hunter Robin являлся скорее отражением анимационных стилей начала 2000-х годов, чем новатором. Другими словами, этот набор предназначается для тех, у кого есть лишнее место на полке.
В 2021 году Sunrise провела трансляцию сериала на своём официальном YouTube-канале.

## Отзывы и критика
В немалой степени известность в США сериал приобрёл благодаря показам в блоке Adult Swim. С другой стороны, в 2002 году начался первый сезон более популярного аниме «Призрак в доспехах: Синдром одиночки». В 2004 году Sci Fi Channel объявил об игровой экранизации, продюсерами выступали Рой Ли и Даг Дэвисон, но проект был отменён.
Клементс и Маккарти в энциклопедии написали, что аниме выполнено во мрачной серо-чёрной цветовой палитре и сдержанном дизайне, они создают депрессивную атмосферу. Поздние серии буквально обыгрывают охоту на ведьм в новой форме «Холодной войны», в стиле параноидальных заговоров «Сурового испытания» и верности «Шпионке». Такума Дзайдзэн сочетает роли M и Q из книг и фильмов о Джеймсе Бонде. Можно также сравнить с «Хеллсингом» и «Крестовым походом Хроно», которые похоже аллегорически изображают современные конфликты с мифами и магией. CBR дал Робин третье место в списке 10 лучших ведьм в аниме.
Рецензент Sci-Fi Channel замечает, что сложно решить, за кого переживать в сериале: ведьмы неизменно кажутся безумными убийцами, но члены STN-J действуют более расчётливо и хладнокровно. Witch Hunter Robin имеет довольно тяжёлый, почти угнетающий готический дизайн с тёмной, размытой цветовой палитрой и сосредоточен на оккультных силах и кровавых убийствах, что способствует мрачному настроению. Сотрудники организации не заинтересованы в том, чтобы приветствовать Робин и помочь ей приспособиться, индивидуалист Амон обращается с ней как с чем-то прилипшим к своей обуви. Сама девушка — загадка, тихая и отстранённая, склонная держать мысли при себе, кроме разочарования и обиды из-за пренебрежительного отношения. Темп аниме стремительно набирает обороты во время стычек, но по большей части развивается медленно, уделяя много времени деталям окружающего мира и повседневной жизни Робин и её коллег. И это стоит того, чтобы ждать.
THEM Anime считает, что Witch Hunter Robin почти похож на то, как если бы Крис Картер снял аниме-сериал. Атмосфера, персонажи и окружение идеально вписываются в любой сезон «Секретных материалов» или «Тысячелетия», со сверхъестественным, скрытым подтекстом, который определённо понравится поклонникам оккультизма или необъяснимого. Сюжет развивается и резко изменяется к середине, однако те, кто любит комедию, боевик или романтику, останутся равнодушными. Среду можно описать как неоготическую: штаб-квартира STN-J представляет старомодное многоуровневое офисное здание с лифтом с железными дверями, резными гаргульями и швейцаром. В оригинальном дизайне отсутствуют большие глаза, сумасшедшие наряды и дикие причёски. Основные герои являются интересными и проработанными личностями. Все носят одежду с приглушёнными цветами, преимущественно чёрную, но почему-то охотники на ведьм, одетые иначе, будут казаться неуместными в подобном сериале, который стремится быть максимально реалистичным. Анимация сделана хорошо, с неплохой частотой кадров во время боевых сцен и приятно встроенными эффектами, когда ведьмы используют свои силы. Художественное исполнение выше среднего, с детализированными фонами. Тёмная цветовая палитра может оттолкнуть зрителей, предпочитающих более красочные декорации. Музыка также приглушена, но открывающая песня сделана на совесть. Фансервиса нет, мрачное настроение больше подходит для подростков и старше, чем для маленьких детей. Есть много насилия, но оно не является выразительным. Некоторая христианская иконография может не понравиться верующим людям. Рекомендуется смотревшим «Хеллсинг», «Эксперименты Лэйн» и фильмы «Полиция будущего».